# Гаэта, Джон
Джон Гаэта (англ. John Gaeta) — специалист по спецэффектам, получивший известность благодаря своей работе в фильме «Матрица», для которого он усовершенствовал систему «Bullet Time».

## Начало карьеры
Карьера Гаэты началась в Нью-Йорке. Получив степень бакалавра изобразительных искусств в Школе Кинематографа при Нью-Йоркском Университете, он начал работать в индустрии кино в качестве помощника оператора на шоу «Субботним вечером в прямом эфире». Также после выпуска он занимался документальными съемками, покадровой анимацией и голографией.
Несколько лет спустя Гаэте предложили работу оператора в только что сформировавшейся «Trumbull Company». Основателем этой компании был Дуглас Трамбалл (англ. Douglas Trumbull), постановщик спецэффектов к таким фильмам, как «Космическая Одиссея 2001», «Бегущий по лезвию» и Близкие контакты третьей степени. В компании Трамбула Гаэта начал изучать последние технологии кинематографа и различные инновационные форматы: 48fps VistaVision, 70mm Showscan, IMAX, OMNIMAX, CG-стерео.
В 1991—1994 годах Гаэта заинтересовался применением компьютерной анимации в кино. Его интерес привёл к многочисленным экспериментам и новым разработкам в этой области. Вскоре компания Трамбула была переименована в «Mass Illusion» и занялась разработками специальных визуальных эффектов в кино. Джон Гаэта стал ассистентом обладателя «Оскара», Джоэла Хайнека (Joel Hynek).
После участия в разработке 3D Технологий для фильма «Куда приводят мечты» (получившего в 1998 году премию «Оскар» за лучшие визуальные эффекты), Гаэта начинает свой первый «сольный» проект в области визуальных эффектов — он начинает работу над фильмом братьев Ларри и Энди Вачовски — «Матрица».